# Sainte-Thérence
Sainte-Thérence est une commune française, située dans le département de l'Allier en région Auvergne-Rhône-Alpes.

## Géographie
Sainte-Thérence est située au sud de Montluçon, sur la rive droite de la haute vallée du Cher.
Principaux hameaux : Bussière, Charrière, Chaumont, la Grave, la Thérade, le Pouzerolle, les Curades, Seignat-Grobost, Vrolles.

### Communes limitrophes
|                 | Lignerolles     | Saint-Genest |
| Teillet-Argenty | Sainte-Thérence |              |
| Mazirat         | Mazirat         | Terjat       |

### Climat
Pour des articles plus généraux, voir Climat d'Auvergne-Rhône-Alpes et Climat de l'Allier.
En 2010, le climat de la commune est de type climat océanique dégradé des plaines du Centre et du Nord, selon une étude du CNRS s'appuyant sur une série de données couvrant la période 1971-2000. En 2020, Météo-France publie une typologie des climats de la France métropolitaine dans laquelle la commune est exposée à un climat de montagne ou de marges de montagne et est dans la région climatique Ouest et nord-ouest du Massif Central, caractérisée par une pluviométrie annuelle de 900 à 1 500 mm, maximale en automne et en hiver.
Pour la période 1971-2000, la température annuelle moyenne est de 10,4 °C, avec une amplitude thermique annuelle de 15,4 °C. Le cumul annuel moyen de précipitations est de 828 mm, avec 11,2 jours de précipitations en janvier et 7,2 jours en juillet. Pour la période 1991-2020, la température moyenne annuelle observée sur la station météorologique de Météo-France la plus proche, sur la commune de Durdat-Larequille à 11 km à vol d'oiseau, est de 11,0 °C et le cumul annuel moyen de précipitations est de 879,1 mm,. Pour l'avenir, les paramètres climatiques de la commune estimés pour 2050 selon différents scénarios d'émission de gaz à effet de serre sont consultables sur un site dédié publié par Météo-France en novembre 2022.

## Urbanisme

### Typologie
Au 1er janvier 2024, Sainte-Thérence est catégorisée commune rurale à habitat très dispersé, selon la nouvelle grille communale de densité à 7 niveaux définie par l'Insee en 2022.
Elle est située hors unité urbaine. Par ailleurs la commune fait partie de l'aire d'attraction de Montluçon, dont elle est une commune de la couronne,. Cette aire, qui regroupe 58 communes, est catégorisée dans les aires de 50 000 à moins de 200 000 habitants,.

### Occupation des sols

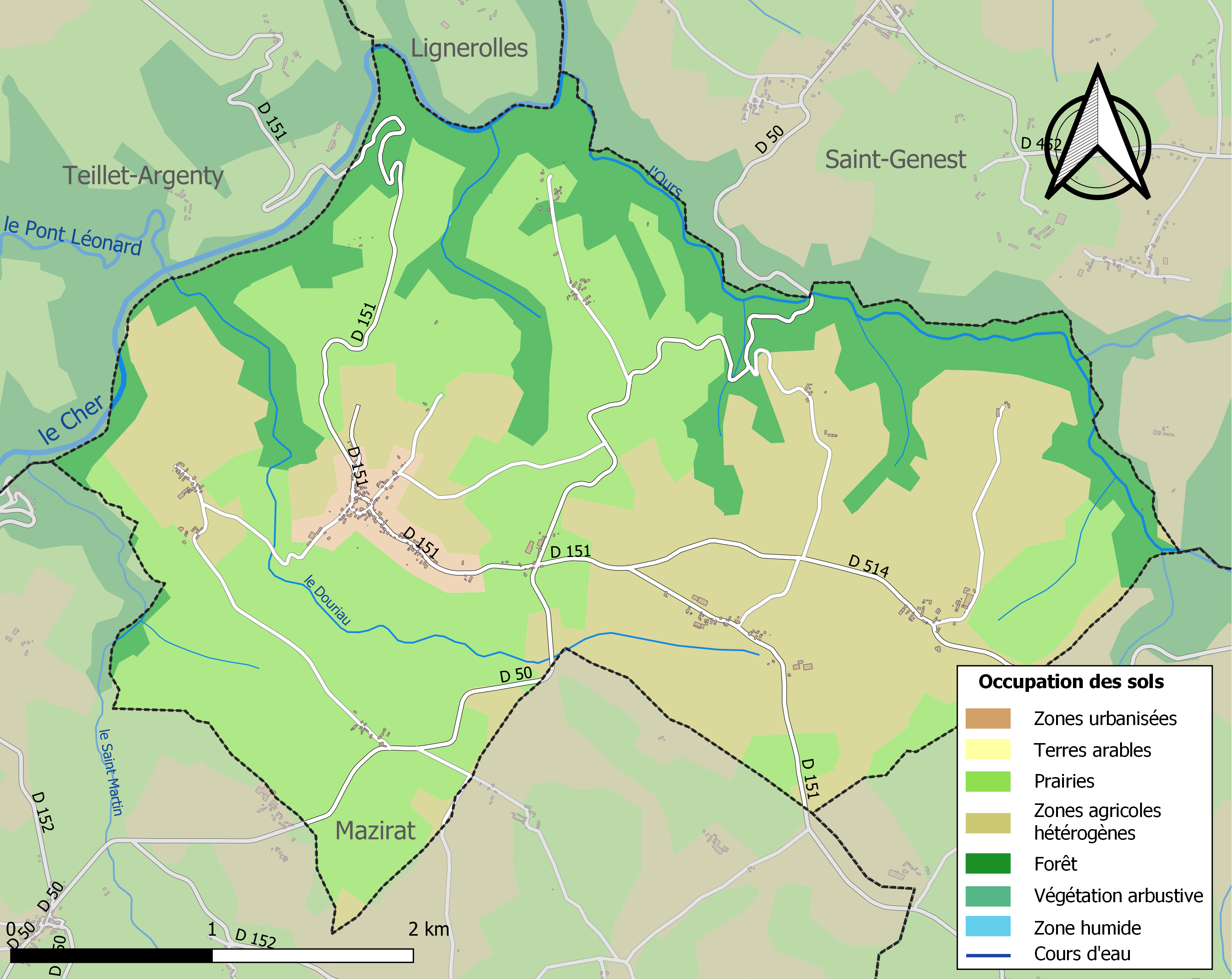
Carte des infrastructures et de l'occupation des sols de la commune en 2018 (CLC).

L'occupation des sols de la commune, telle qu'elle ressort de la base de données européenne d’occupation biophysique des sols Corine Land Cover (CLC), est marquée par l'importance des territoires agricoles (78,3 % en 2018), une proportion identique à celle de 1990 (78,3 %). La répartition détaillée en 2018 est la suivante : prairies (41,6 %), zones agricoles hétérogènes (36,7 %), forêts (19,6 %), zones urbanisées (2,1 %).
L'IGN met par ailleurs à disposition un outil en ligne permettant de comparer l’évolution dans le temps de l’occupation des sols de la commune (ou de territoires à des échelles différentes). Plusieurs époques sont accessibles sous forme de cartes ou photos aériennes : la carte de Cassini (XVIIIe siècle), la carte d'état-major (1820-1866) et la période actuelle (1950 à aujourd'hui).

## Toponymie
Sainte-Thérence est nommée Senta Térentia en dialecte marchois. En effet, le village est situé dans le Croissant, zone linguistique où se rejoignent et se mélangent l'occitan et la langue d'oïl (berrichon).

## Histoire

Blason de la commune.

Thérence était une bergère qui allait régulièrement promener ses moutons de l'autre côté du Cher du côté d'Argenty. Un jour, alors qu'un terrible orage s'abat sur le Cher, alors qu'elle était en train de se noyer un miracle se produit : la rivière s'ouvre sous ses pieds et elle entend la voix de Dieu.Un jour lorsque Thérence alla dans les gorges du Cher avec son âne un ours attaqua l'âne et le dévore, prise par la rage elle attrapa l'ours par les oreilles et le mis à la place de l'âne sur la charette. À sa mort elle voulut deux choses :
- La déposer dans une charette conduite par deux boeufs et se faire enterrer à l'endroit où les boeufs s'arrêtaient.
- Construire une chapelle (avec les rochers qu'elle a ramassés pour faire ceci)au même endroit pour remercier Dieu de l'avoir sauvé.
Après la construction de cette chapelle le village de sainte thérence s'est fondé autour.

## Politique et administration
| Période                                  | Période                      | Identité              | Étiquette | Qualité |
| ---------------------------------------- | ---------------------------- | --------------------- | --------- | ------- |
| Les données manquantes sont à compléter. |                              |                       |           |         |
| 1989                                     | 1995                         | Yves Michon           |           |         |
| 1995                                     | mars 2014                    | Georges Pinton        |           |         |
| 2014                                     | juin 2020                    | Michel Amathieu       |           |         |
| 2020                                     | En cours (au 8 juillet 2020) | Albert Paul Labouesse |           |         |

## Population et société

### Démographie
Les habitants de la commune sont appelés les Saint-Thérençois et les Saint-Thérençoises.
L'évolution du nombre d'habitants est connue à travers les recensements de la population effectués dans la commune depuis 1793. Pour les communes de moins de 10 000 habitants, une enquête de recensement portant sur toute la population est réalisée tous les cinq ans, les populations de référence des années intermédiaires étant quant à elles estimées par interpolation ou extrapolation. Pour la commune, le premier recensement exhaustif entrant dans le cadre du nouveau dispositif a été réalisé en 2006.

En 2022, la commune comptait 179 habitants, en évolution de −4,79 % par rapport à 2016 (Allier : −1,38 %, France hors Mayotte : +2,11 %).
| 1793 | 1800 | 1806 | 1821 | 1831 | 1836 | 1841 | 1846 | 1851 |
| ---- | ---- | ---- | ---- | ---- | ---- | ---- | ---- | ---- |
| 519  | 454  | 468  | 514  | 502  | 493  | 507  | 512  | 548  |

| 1856 | 1861 | 1866 | 1872 | 1876 | 1881 | 1886 | 1891 | 1896 |
| ---- | ---- | ---- | ---- | ---- | ---- | ---- | ---- | ---- |
| 516  | 524  | 520  | 531  | 547  | 565  | 557  | 578  | 538  |

| 1901 | 1906 | 1911 | 1921 | 1926 | 1931 | 1936 | 1946 | 1954 |
| ---- | ---- | ---- | ---- | ---- | ---- | ---- | ---- | ---- |
| 521  | 520  | 503  | 502  | 461  | 390  | 334  | 293  | 241  |

| 1962 | 1968 | 1975 | 1982 | 1990 | 1999 | 2006 | 2011 | 2016 |
| ---- | ---- | ---- | ---- | ---- | ---- | ---- | ---- | ---- |
| 242  | 205  | 179  | 147  | 156  | 188  | 198  | 200  | 188  |

| 2021 | 2022 | - | - | - | - | - | - | - |
| ---- | ---- | - | - | - | - | - | - | - |
| 179  | 179  | - | - | - | - | - | - | - |

## Culture locale et patrimoine

### Lieux et monuments

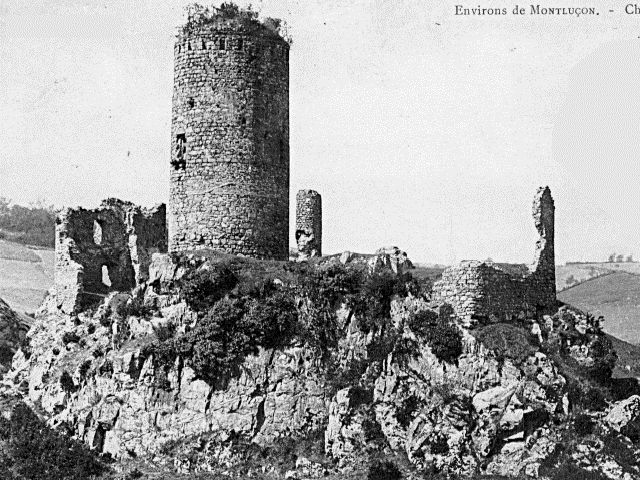
Ruines du château de l'Ours.

- Ruines du château de l'Ours de la fin du XIIIe siècle. Ses vestiges se dressent au nord de la commune, à l'extrémité d'une crête isolée par un fossé et dominant la rive droite du Cher au confluent du ruisseau de l'Ours. Une enceinte polygonale enchemise un donjon cylindrique dressé du côté de l'attaque[21].
- Église Sainte-Thérence des XIe et XIIe siècles.
- Tombeau sur la place de l'Église.
- Barrage de Prat, sur le Cher, mis en eau en 1970 (construction de 1968 à 1970).

### Personnalités liées à la commune
- Édouard Piquand (1839-1901), président du tribunal de première instance de Montluçon, père de Georges Piquand (1876-1955), auteur des Légendes bourbonnaises, était né à Sainte-Thérence. Georges Piquand a donné le prénom de Thérence à sa fille.

### Héraldique
| Blason de Sainte-Thérence | Blason  | D’azur à la fasce ondée d’argent, à la tour du lieu d’or ajourée et maçonnée de sable brochant sur le tout, au chef d’or chargé d’un léopard de gueules. |
| Blason de Sainte-Thérence | Détails | Le statut officiel du blason reste à déterminer. |